# Cys-la-Commune
Cys-la-Commune ist eine französische Gemeinde mit 159 Einwohnern (Stand: 1. Januar 2022) im Département Aisne in der Region Hauts-de-France (frühere Region: Picardie). Sie gehört zum Arrondissement Soissons, zum Kanton Fère-en-Tardenois und zum Gemeindeverband Val de l’Aisne. Sie ist Trägerin des Croix de guerre 1914–1918.

## Geographie
Die Gemeinde mit dem Ortsteil Pont de Chavonne liegt südlich der Aisne, die von Seitenkanal Canal latéral à l’Aisne flankiert wird, 18 Kilometer östlich von Soissons. Nachbargemeinden von Cys-la-Commune sind Chavonne und Soupir im Norden und Nordosten, Saint-Mard im Osten, Courcelles-sur-Vesle im Süden; Brenelle im Südwesten sowie Presles-et-Boves im Westen.

## Geschichte
Das jungsteinzeitliche Frauengrab von Cys-la-Commune ist eine der reichsten Bestattungen der Linearbandkeramischen Kultur in der Region. 
Bis zum Ersten Weltkrieg, in dem die Gemeinde erhebliche Schäden erlitt, wurde sie vom Meterspurnetz der Chemins de fer de la Banlieue de Reims bedient.

## Bevölkerungsentwicklung
| Jahr                       | 1962 | 1968 | 1975 | 1982 | 1990 | 1999 | 2006 | 2014 | 2021 |
| Einwohner                  | 132  | 144  | 126  | 127  | 120  | 127  | 136  | 145  | 157  |
| Quellen: Cassini und INSEE |      |      |      |      |      |      |      |      |      |

## Sehenswürdigkeiten
- Pfarrkirche Notre-Dame aus der Wende vom 12. zum 13. Jahrhundert

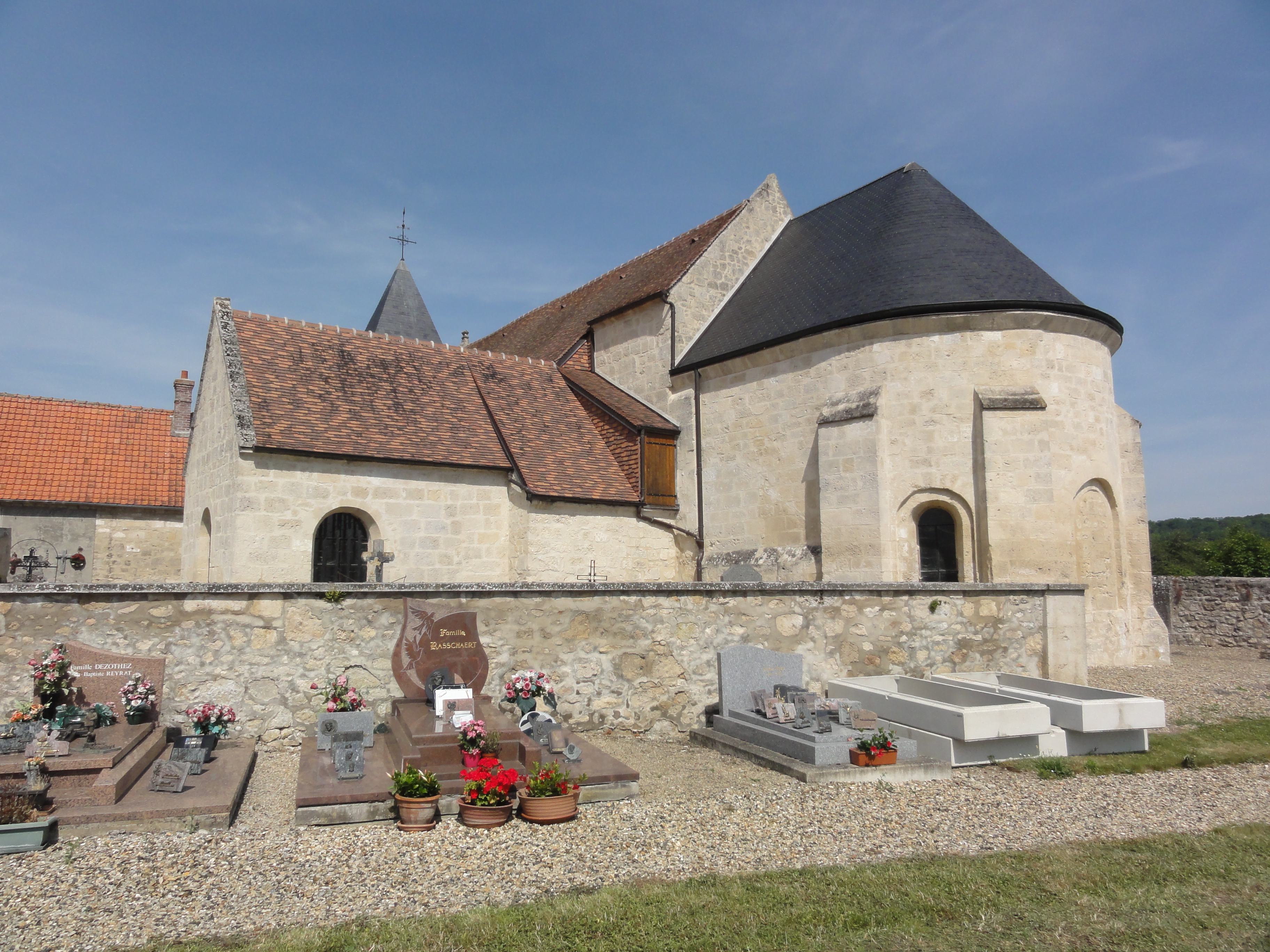
Kirche Notre-Dame
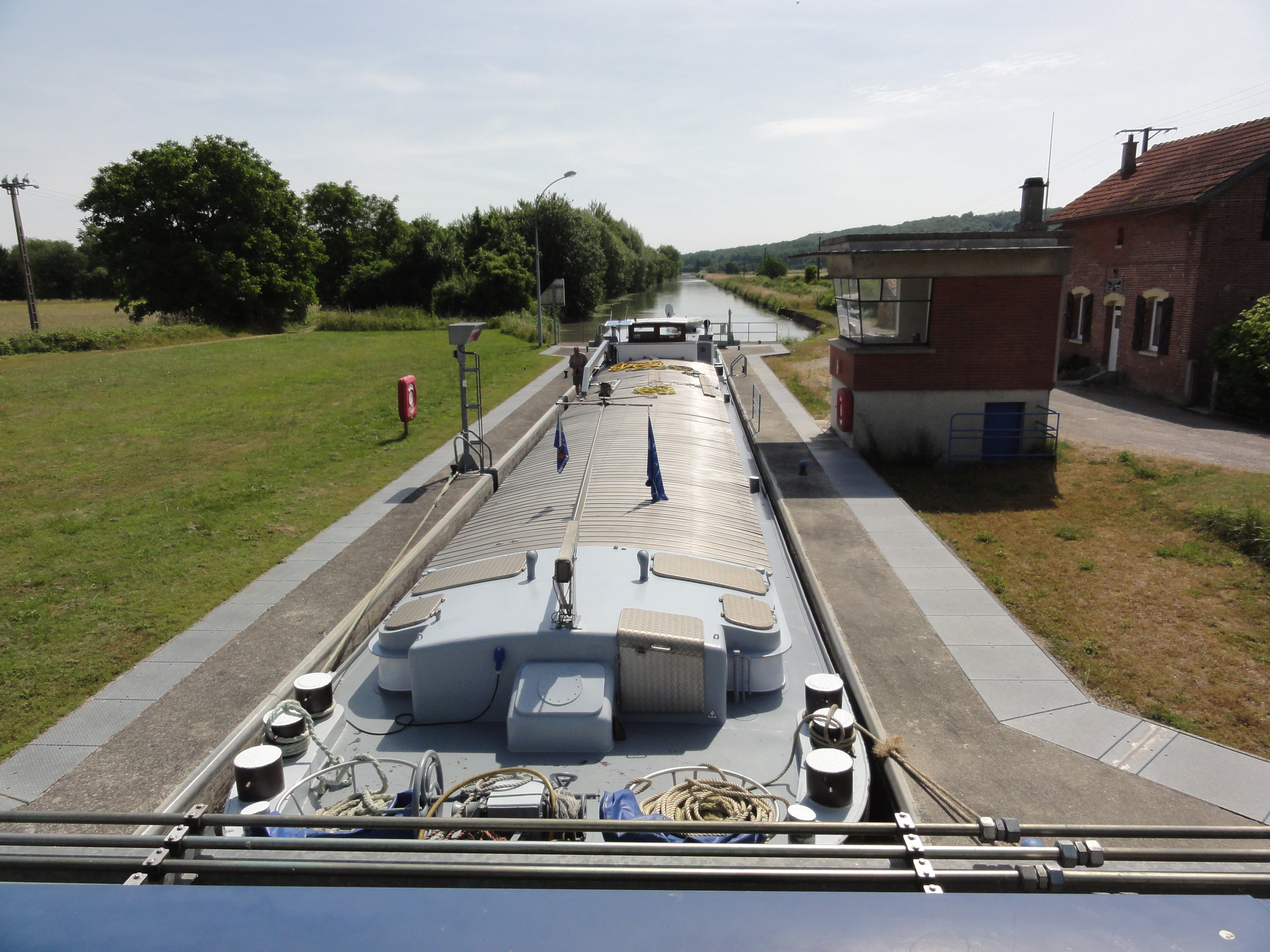
Schleuse am Aisne-Seitenkanal
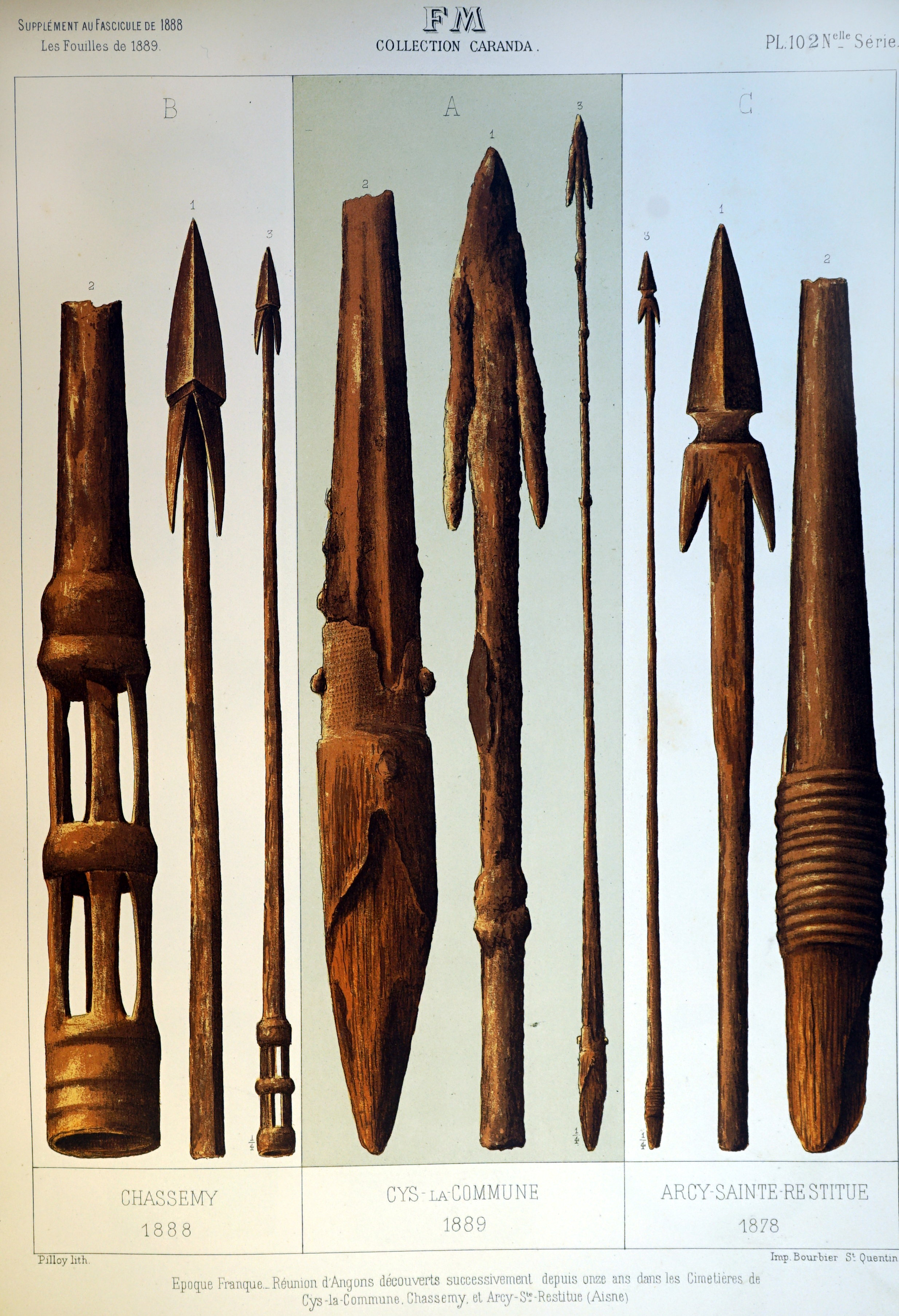
Grabfunde der Linienbandkeramischen Kultur